# Avdija Vršajević
Avdija Vrsajevic (nascut el 6 de març de 1986) és un futbolista bosnià que juga al HNK Hajduk Split.